# 越谷市立西方小学校
越谷市立西方小学校（こしがやしりつ にしかたしょうがっこう）は、埼玉県越谷市西方にある公立小学校。

## 沿革
- 1976年4月1日 - 越谷市立蒲生小学校を分離して越谷市立西方小学校として開校

## 教育目標
「かしこく、やさしく支え合い、心身ともにたくましく生きる西方の子」

## 通学区域
- 瓦曽根一丁目 - 全域
- 瓦曽根二丁目 - 全域
- 相模町一丁目 - 全域
- 相模町二丁目 - 全域
- 相模町四丁目 - 全域
- 相模町六丁目 - 一部
- 相模町七丁目 - 全域
- 西方 - 全域
- 西方一丁目 - 全域
- 西方二丁目 - 全域
- 南越谷二丁目 - 一部
- 流通団地一丁目 - 全域
- 流通団地二丁目 - 全域
- 流通団地三丁目 - 全域
- 流通団地四丁目 - 全域[2]